# Роден, Холланд
Хо́лланд Мари́ Ро́ден (англ. Holland Marie Roden, род. 7 октября 1986 года, Даллас, Техас) — американская актриса, известная по роли Лидии Мартин в телесериале «Волчонок».

## Биография и карьера
Холланд родилась в Далласе, штат Техас в семье врача. В возрасте шести лет увлеклась историей королевской семьи, принцессой Дианой, часто изображая её — это подтолкнуло её родителей записать дочь на курсы актёрского мастерства. Проучилась два с половиной года на подготовительных медицинских курсах в Университете Калифорнии, после чего переключилась на другие науки.
Дебютом Роден стала роль Бронвин в сериале канала HBO «12 миль плохих дорог», который закрыли ещё до премьеры. В 2008 году актриса получила роль Эмили Лок в культовом сериале «Остаться в живых». Также она снялась в роли Скайлар в очередной серии фильма «Добейся успеха: Борись до конца!». Затем последовали гостевые роли в сериалах «C.S.I.», «Детектив Раш», «Дурман», «Сообщество» и «Мыслить как преступник».
5 июня 2011 года состоялась премьера телесериала «Волчонок» канала MTV, где актриса исполняет роль Лидии Мартин. Эта роль была сохранена за ней в сезонах-продолжениях в 2012 и 2013 годах. В перерывах между съёмками шоу Роден появилась в сериалах «Анатомия страсти» и «Мемфис Бит». В 2012 году вышла картина «Дом пыли» с её участием.
Два года подряд — в 2012 и 2013 годах — актриса была ведущей на красной дорожке церемонии вручения наград «MTV Movie Awards». В 2013 году Роден вместе с другими актёрами сериала «Волчонок» была удостоена премии «Молодой Голливуд» в номинации «лучший актёрский ансамбль».

## Фильмография

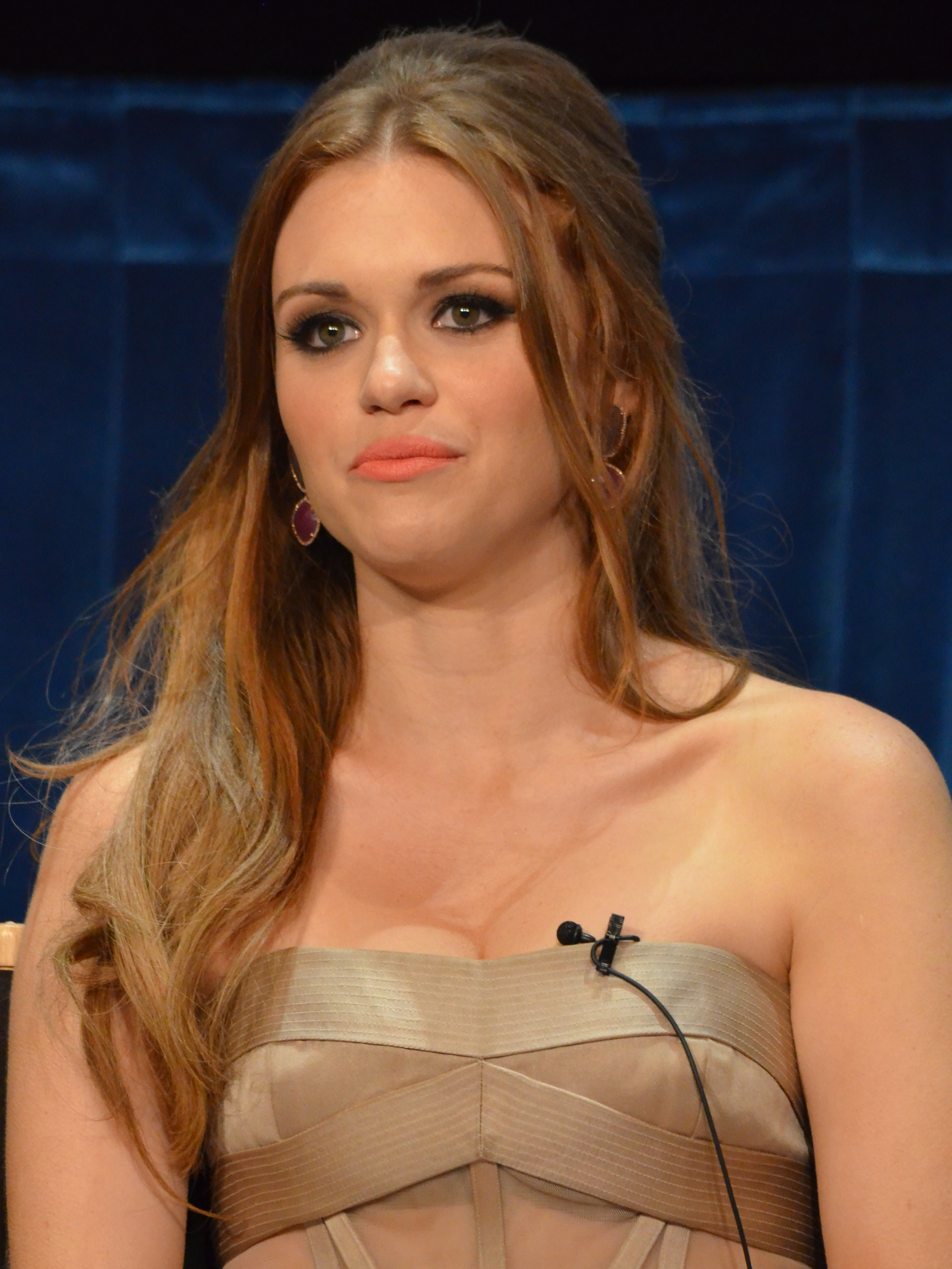
Холланд Роден (2012)

| Год       |   | Русское название                 | Оригинальное название                   | Роль            |
| --------- | - | -------------------------------- | --------------------------------------- | --------------- |
| 2007      | с | 12 миль плохой дороги            | 12 Miles Of Bad Road                    | Бронвин         |
| 2008      | с | C.S.I.: Место преступления       | C.S.I.                                  | Кира Диллинджер |
| 2008      | с | Остаться в живых                 | Lost                                    | Эмили Лок       |
| 2008      | с | Детектив Раш                     | Cold Case                               | Мисси Галлаван  |
| 2009      | с | Толкач                           | Pushed                                  | Саша            |
| 2009      | с | Дурман                           | Weeds                                   | Йогурт Педделер |
| 2009      | ф | Добейся успеха: Борись до конца! | Bring It On: Fight To The Finish        | Скай            |
| 2009      | с | Сообщество                       | Community                               | Девушка         |
| 2010      | с | Мыслить как преступник           | Criminal Minds                          | Ребекка Дэниэлс |
| 2010      | с | Событие                          | Event                                   | юная Виолетта   |
| 2011      | с | Мемфис Бит                       | Memphis Beat                            | Джилл Саймон    |
| 2011—2017 | с | Волчонок                         | Teen Wolf                               | Лидия Мартин    |
| 2012      | с | Анатомия страсти                 | Grey’s Anatomy                          | Гретхен Шоу     |
| 2012      | ф | Дом пыли                         | House Of Dust                           | Габби           |
| 2017      | с | Предания                         | Lore                                    | Бриджет Клири   |
| 2018      | с | Нулевой канал                    | Channel Zero                            | Зои Вудс        |
| 2020      | ф | Клаустрофобы: Квест в Москве     | Follow Me                               | Эрин Айзекс     |
| 2021      | ф | Красивый, плохой, злой: Начало   | Ted Bundy: American Boogeyman           | Кэтлин Макчесни |
| 2021      | ф | Клаустрофобы 2: Лига выживших    | Escape Room: Tournament of Champions    | Рейчел          |
| 2021      | с | Майянцы                          | Mayans M.C.                             | Эрин            |
| 2022      | ф | Мы снова вместе                  | Time for Him to Come Home for Christmas | Элизабет        |
| 2022      | ф | Одержимая до смерти              | Obsessed to Death                       | Кэсси           |
| 2023      | ф | Молли и ботан                    | The Re-Education of Molly Singer        | Трина           |
| 2023      | ф | Оборотень: Фильм                 | Teen Wolf: The Movie                    | Лидия           |
| 2023      | ф | Мать. Реинкарнация               | Mother, May I?                          | Аня             |